# VC Nagano Tridents 2018-2019
Questa voce raccoglie le informazioni riguardanti il VC Nagano Tridents nella stagione 2018-2019.

## Stagione
I VC Nagano Tridents partecipano alla stagione 2018-19 senza alcuna denominazione sponsorizzata.
Si classificano al decimo e ultimo posto in V.League Division 1, mentre nelle altre competizioni domestiche non vanno oltre il secondo turno in Coppa dell'Imperatore, eliminati dai Sakai Blazers, e la fase a gironi al Torneo Kurowashiki.

## Organigramma societario
Area direttiva
- Presidente: Yoshihiro Hoshina

Area tecnica
- Allenatore: Seiya Sasagawa
- Secondo allenatore: Ahmad Masajedi
- Assistente allenatore: Takeyoshi Miyazawa, Tomohiro Fujisawa

## Rosa
| N° | Nome              | Ruolo | Data di nascita  | Nazionalità sportiva |
| -- | ----------------- | ----- | ---------------- | -------------------- |
| 1  | Tomoyuki Ichikawa | C     | -                | Giappone             |
| 3  | Yusaku Tagami     | C     | 4 maggio 1994    | Giappone             |
| 4  | Tetsuya Kobayashi | O     | 24 novembre 1989 | Giappone             |
| 5  | Shingo Kasari     | S     | 29 gennaio 1997  | Giappone             |
| 7  | Yu Kuriki         | S     | 29 luglio 1992   | Giappone             |
| 8  | Takafumi Tanaka   | S     | 24 agosto 1990   | Giappone             |
| 9  | Kota Ikeda        | S     | 8 febbraio 1997  | Giappone             |
| 10 | Takaki Sugiyama   | L     | 8 maggio 1990    | Giappone             |
| 12 | Kengo Yamamoto    | L     | 22 giugno 1992   | Giappone             |
| 13 | Meguru Tsubaki    | P     | 2 febbraio 1995  | Giappone             |
| 14 | Ryoma Yanuki      | C     | 24 dicembre 1995 | Giappone             |
| 15 | Takuma Ogawara    | O     | -                | Giappone             |
| 16 | Kenshi Morisaki   | C     | 25 luglio 1992   | Giappone             |
| 17 | Ayato Matsumura   | S     | 19 aprile 1998   | Giappone             |
| 18 | Kentaro Osawa     | L     | 28 agosto 1995   | Giappone             |
| 21 | Kazuki Takasawa   | S     | 6 luglio 1995    | Giappone             |
| 23 | Artëm Kiselëv     | C     | 2 gennaio 1991   | Russia               |
| 24 | Tsubasa Osada     | P     | 30 aprile 1993   | Giappone             |
| 26 | Hiroki Ikeda      | S     | 8 febbraio 1997  | Giappone             |

## Statistiche

### Statistiche di squadra
| Competizione          | Punti | In casa | In casa | In casa | In trasferta | In trasferta | In trasferta | Totale | Totale | Totale |
| Competizione          | Punti | G       | V       | P       | G            | V            | P            | G      | V      | P      |
| --------------------- | ----- | ------- | ------- | ------- | ------------ | ------------ | ------------ | ------ | ------ | ------ |
| V.League Division 1   | 3     | ?       | ?       | ?       | ?            | ?            | ?            | 27     | 1      | 26     |
| Coppa dell'Imperatore | -     | -       | -       | -       | -            | -            | -            | 2      | 1      | 1      |
| Torneo Kurowashiki    | -     | -       | -       | -       | -            | -            | -            | 3      | 2      | 1      |
| Totale                | -     | ?       | ?       | ?       | ?            | ?            | ?            | 32     | 4      | 28     |

G = partite giocate; V = partite vinte; P = partite perse

### Statistiche dei giocatori
| Giocatore    | V.League Division 1 | V.League Division 1 | V.League Division 1 | V.League Division 1 | V.League Division 1 |
| Giocatore    | P                   | PT                  | AV                  | MV                  | BV                  |
| ------------ | ------------------- | ------------------- | ------------------- | ------------------- | ------------------- |
| T. Ichikawa  | 16                  | 4                   | 4                   | 0                   | 0                   |
| H. Ikeda     | 21                  | 1                   | 0                   | 0                   | 1                   |
| K. Ikeda     | 8                   | 68                  | 62                  | 2                   | 4                   |
| S. Kasari    | 10                  | 62                  | 55                  | 3                   | 4                   |
| A. Kiselëv   | 27                  | 98                  | 84                  | 8                   | 6                   |
| T. Kobayashi | 27                  | 204                 | 192                 | 9                   | 3                   |
| Y. Kuriki    | 27                  | 255                 | 230                 | 10                  | 15                  |
| A. Matsumura | 24                  | 45                  | 38                  | 5                   | 2                   |
| K. Morisaki  | 22                  | 109                 | 81                  | 15                  | 13                  |
| T. Ogawara   | 11                  | 0                   | 0                   | 0                   | 0                   |
| T. Osada     | 27                  | 6                   | 3                   | 2                   | 1                   |
| K. Osawa     | 16                  | 0                   | 0                   | 0                   | 0                   |
| T. Sugiyama  | 11                  | 0                   | 0                   | 0                   | 0                   |
| Y. Tagami    | 1                   | 0                   | 0                   | 0                   | 0                   |
| K. Takasawa  | 22                  | 70                  | 59                  | 7                   | 4                   |
| T. Tanaka    | 27                  | 88                  | 63                  | 23                  | 2                   |
| M. Tsubaki   | 27                  | 31                  | 16                  | 11                  | 4                   |
| K. Yamamoto  | 27                  | 0                   | 0                   | 0                   | 0                   |
| R. Yanuki    | 27                  | 149                 | 115                 | 31                  | 3                   |

P = presenze; PT = punti totali; AV = attacchi vincenti; MV = muri vincenti; BV = battute vincenti

NB: Non sono disponibili i dati relativi alla Coppa dell'Imperatore, al Torneo Kurowashiki e di conseguenza quelli totali